# KBS 1TV 주말 사극
《KBS 1TV 주말 사극》은 대한민국의 KBS 1TV에서 매주 토요일과 일요일에 방송되었던 TV 드라마 사극 작품이다.

## 작품 리스트
|  | - 아래의 텔레비전 드라마 중 2002년 11월 이후에 시청 가능 연령을 표시하는 드라마 등급 제도를 의무적으로 시행하고 있습니다. - 2017년 3월 1일부터 TV 프로그램 등급 표시 외에 주제, 폭력성, 선정성, 언어, 모방 위험 등 분류 사유 표시를 의무적으로 시행하고 있습니다. |

### 1980년대
- 《새벽》 : 1985년 4월 27일 ~ 1986년 1월 12일
- 《노다지》 : 1986년 10월 25일 ~ 1987년 5월 31일
- 《토지》 : 1987년 10월 24일 ~ 1989년 8월 6일

### 1990년대
- 《여명의 그날》 : 1990년 9월 16일 ~ 1990년 12월 16일
- 《김구》 : 1995년 8월 5일 ~ 1995년 10월 22일
- 《찬란한 여명》 : 1995년 10월 28일 ~ 1996년 11월 23일
- 《용의 눈물》 : 1996년 11월 24일 ~ 1998년 5월 31일
- 《왕과 비》 : 1998년 6월 6일 ~ 2000년 3월 26일

### 2000년대
- 《태조왕건》 : 2000년 4월 1일 ~ 2002년 2월 24일
- 《제국의 아침》 : 2002년 3월 2일 ~ 2003년 1월 26일
- 《무인시대》 : 2003년 2월 8일 ~ 2004년 8월 15일
- 《불멸의 이순신》 : 2004년 9월 4일 ~ 2005년 8월 28일
- 《서울 1945》 : 2006년 1월 7일 ~ 2006년 9월 10일
- 《대조영》 : 2006년 9월 16일 ~ 2007년 12월 23일
- 《대왕 세종》 : 2008년 1월 5일 ~ 2008년 3월 30일[1]

### 2010년대
- 《명가》 : 2010년 1월 2일 ~ 2010년 2월 21일
- 《거상 김만덕》 : 2010년 3월 6일 ~ 2010년 6월 13일
- 《전우》 : 2010년 6월 19일 ~ 2010년 8월 22일
- 《자유인 이회영》 : 2010년 8월 28일 ~ 2010년 9월 12일
- 《근초고왕》 : 2010년 11월 6일 ~ 2011년 5월 29일
- 《광개토태왕》 : 2011년 6월 4일 ~ 2012년 4월 29일
- 《대왕의 꿈》 : 2012년 9월 8일 ~ 2013년 6월 9일
- 《정도전》 : 2014년 1월 4일 ~ 2014년 6월 29일
- 《징비록》 : 2015년 2월 14일 ~ 2015년 8월 2일
- 《장영실》 : 2016년 1월 2일 ~ 2016년 3월 26일
- 《태종 이방원》 : 2021년 12월 11일 ~ 2022년 5월 1일

## 같이 보기
- KBS 1TV 토요 드라마
- KBS 1TV 일요 드라마
- KBS 2TV 주말 사극
- KBS 대하드라마